# 格拉斯哥 (肯塔基州)
格拉斯哥（Glasgow）位于美国肯塔基州南部，是巴伦县的县治。